# 三叉庄
三叉庄為台灣日治時期1920年至1945年間存在之行政區，轄屬新竹州苗栗郡。三叉庄位於新竹州南端，南側以大安溪與臺中州內埔庄相鄰；庄內大部分土地為山地，盛產茶、木工品和木炭。三叉庄即今苗栗縣三義鄉。

## 行政區劃
三叉庄在臺灣日治時期行政區劃的十二廳時期原屬新竹廳苗栗一堡之三叉河庄、雙草湖庄、魚藤坪、鯉魚潭、拐仔湖庄、雙連潭庄等6庄。1920年10月，上述6庄合併為「三叉庄」，三叉河庄改稱三叉，轄域內分為三叉、雙草湖、魚藤坪、鯉魚潭、拐子湖、雙連潭等6個大字。

## 設施
- 三叉役場
- 三叉郵便局
- 三義車站
- 十六份車站（戰後改稱勝興車站）

- 三叉警察官吏派出所
- 雞隆警察官吏派出所

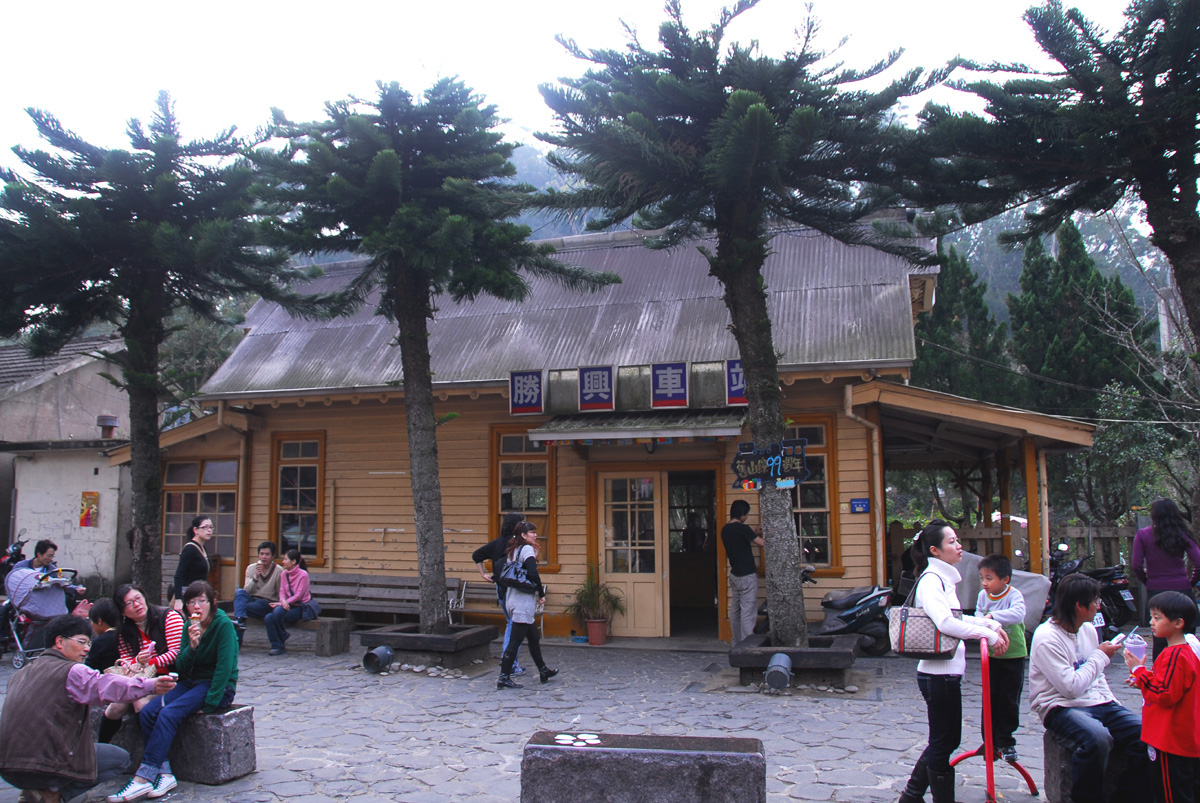
勝興車站

- 三叉公學校→三叉國民學校（今苗栗縣三義郷三義國民小學）
- 三叉公學校鯉魚潭分教場→三叉國民學校吉田分教場（今苗栗縣三義郷鯉里國民小學）
- 三叉信用購買販賣利用組合